# Reka Sanzu
Reka Sanzu (三途の川 Sanzu-no-kava) ali Reka treh prehodov je v budistični tradiciji na Japonskem mitološka reka, sorodna reki Stiks v grški mitologiji. Verjamejo, da jo morajo vsi umrli prečkati na poti v posmrtno življenje, kar se odseva v običaju na japonskih pogrebih, kjer poleg umrlega v krsto položijo šest kovancev.
Za reko verjamejo, da teče v gori Osore na odročnem in pustem delu prefekture Aomori na severu Japonske.

## Pravi reke Sanzu na Japonskem
- v Kanri, prefektura Gunma 36°15′31″N 138°57′09″E / 36.258613°N 138.952444°E (sotočje z reko Širakura)
- v Čonanu, prefektura Čiba 35°25′22″N 140°15′54″E / 35.422747°N 140.264917°E (sotočje z reko Ičinomija)
- v Zau, prefektura Mijagi 38°08′39″N 140°29′29″E / 38.144116°N 140.491333°E (sotočje z reko Nigori)
- v Mucuju, prefektura Aomori 41°19′33″N 141°05′46″E / 41.325877°N 141.096083°E (odtok iz jezera Usori)